# Come un tuono (singolo)
Come un tuono è un singolo della cantautrice italiana Rose Villain pubblicato il 29 marzo 2024 come terzo estratto dal secondo album in studio Radio Sakura.

## Descrizione
Il brano, che vede la collaborazione del rapper italiano Guè, è stato scritto dagli stessi due artisti con Davide Petrella (in arte Tropico), Andrea Ferrara (Sixpm), e Giorgio Pesenti, in arte Okgiorgio. È stato prodotto da questi ultimi due e presenta un riferimento all'attrice italiana Monica Bellucci.

## Video musicale
Il video musicale, diretto da Amedeo Zancanella, è stato pubblicato in concomitanza all'uscita del brano attraverso il canale YouTube della cantautrice.

## Tracce
Testi e musiche di Rosa Luini, Cosimo Fini, Andrea Ferrara, Davide Petrella e Giorgio Pesenti, eccetto dove indicato.
Download digitale, streaming
1. Come un tuono (feat. Guè) – 2:55

Download digitale, streaming – versione spagnola
1. Como un trueno (con Blessd) – 2:54 (testo: Rosa Luini, Cosimo Fini, Andrea Ferrara, Davide Petrella, Stiven Mesa Londoño, Giorgio Pesenti, Leticia Pellicione – musica: Rosa Luini, Cosimo Fini, Andrea Ferrara, Davide Petrella, Stiven Mesa Londoño, Giorgio Pesenti)

## Classifiche

### Classifiche settimanali
| Classifica (2024) | Posizione massima |
| ----------------- | ----------------- |
| Italia            | 1                 |

### Classifiche di fine anno
| Classifica (2024) | Posizione |
| ----------------- | --------- |
| Italia            | 2         |